# Gustaw Geyer
Gustaw Adolf Geyer (ur. 26 stycznia 1844, zm. 20 listopada 1893 w Łodzi) – przemysłowiec łódzki, syn Ludwika Geyera. Współwłaściciel firmy ojca i od 1886 roku pierwszy jej prezes jako spółki akcyjnej.

## Życiorys
Ukończył łódzką Szkołę Realną oraz odbył praktykę w angielskim banku Fridrich Huth. Po śmierci ojca w 1869, Gustaw przejął jego spółkę i prowadził ją razem Bernardem Ginsbergiem do 1878, kiedy przekształcono firmę w spółkę rodzinną. Wówczas Gustaw popadł ze swoimi braćmi Ryszardem i Emilem w konflikt, który potęgowała kiepska sytuacja finansowa spółki. Rodzeństwo zazdrościło mu odziedziczonej po ojcu wysokiej pozycji w przedsiębiorstwie. Kwestie własnościowe uregulowało dopiero utworzenie w 1886 Towarzystwa Akcyjnego Fabryk Bawełny „Ludwik Geyer”, którego Gustaw został prezesem. Pod jego zarządem przedsiębiorstwo stało się, biorąc pod uwagę wielkość produkcji, czołowym zakładem włókienniczym Królestwa Polskiego. W latach 1874–1979 na Brusie wraz ze wspólnikami prowadził Fabryczne Towarzystwo Cegielni. Ponadto użytkował majątek Skęczniew, a w 1880 kupił majątek ziemski (folwark) Sikawa.
W 1888 założył nowoczesną fabrykę koronek i firanek, która początkowo działała przy placu Reymonta, a następnie przy ulicy Piotrkowskiej 278.
Gustaw Geyer był członkiem rady Banku Handlowego w Łodzi, a w 1886 wchodził w skład założycieli Społecznego Komitetu Budowy Wodociągów i Kanalizacji Łodzi. Wspierał również straż ogniową.
Pomimo wyprowadzenia rodzinnej firmy z kryzysu finansowego, stres związany z prowadzoną działalnością biznesową, a także problemy rodzinne, odbiły się znacząco na zdrowiu Gustawa. Jeździł na kuracje do różnych miejscowości, m.in. do Friedrichroda. Po pobycie w Nauheim dostał udaru, po którym już nie powrócił do poprzedniego stanu zdrowia. Powrócił do Łodzi, gdzie zmarł 20 listopada 1894 na zawał serca.

### Dom Towarzystwa Akcyjnego Fabryk Bawełny L. Geyera
Budynek bankowy Ludwika Geyera przy ul. Piotrkowskiej 74 (obecnie siedziba Łódzkiego Oddziału Banku Handlowego) pochodzi z końca lat 80. XIX w., projektował go Hilary Majewski, podobnie jak budynki w Pasażu Mayera. Pałac w stylu neobarokowym z bogatą ornamentyką wybudowali Ryszard i Gustaw Geyerowie kupując działkę od Ludwika Meyera za 32 tysiące rubli. Później budynek ten stał się własnością Towarzystwa Akcyjnego Fabryk Bawełny Ludwika Geyera.

## Życie prywatne
Swoją przyszłą żonę, Helenę Annę Weil (1855–1935), poznał podczas ślubu brata Ryszarda i Olgi Weil w 1871. Wówczas młodsza siostra Olgi Weil nie wzbudziła w Gustawie większego zainteresowania. Pomimo tego, szesnastoletnia wówczas Helena, zaczęła często odwiedzać małżeństwo Geyerów w ich majątku w Modlnej, mając nadzieję, że spotka tam Gustawa. Przełom w ich stosunkach nastąpił dopiero w 1873, podczas chrzcin pierwszego dziecka Olgi i Ryszarda, kiedy Gustaw i Helena siedzieli obok siebie przy stole. Po pewnym czasie obydwoje dostali zaproszenie na bal organizowany przez Karola Schlossera w Ozorkowie, na którym Gustaw wyraźnie okazał swoje zainteresowanie Heleną. Miał jej wówczas usługiwać przy stole, a także tańczyć wyłącznie z nią. Para zaczęła się częściej widywać, chociaż często w towarzystwie rodziny. W tym samym roku młody fabrykant przyjechał bez zapowiedzi w odwiedziny do majątku w Modlnej, gdzie zabrał Helenę na spacer podczas którego poprosił ją o rękę. Po trzech miesiącach odbył się ślub, który miał miejsce w kościele w Hucie Bardzyńskiej. Parę młodą po ceremonii zaślubin rodzice Heleny mieli w rodzinnym majątku w Gajówce powitać według polskiej tradycji, chlebem i solą.
Gustaw Geyer doczekał się z Heleną dziewięciorga dzieci: Marii, Zofii, Stefania, Heleny, Wandy, Janiny, Emilii, Gustawa Wilhelma, Roberta. Córeczki Stefania oraz Helena umarły w niemowlęctwie. W przypadku Stefanii podejrzewano, że została zatruta przez akuszerkę, lecz nie znaleziono na to dowodów. Najbardziej jednak wstrząsająca była dla małżeństwa Geyerów śmierć pięcioletniej córeczki Zofii w 1882, która straciła życie wypadając z powozu wprost pod koła pojazdu.